# Joaquín Díaz Caneja
Joaquín Díaz-Caneja y Sosa (Oseja de Sajambre, León; 11 de agosto de 1777 - Madrid, 1 de enero de 1851) fue un político español. Senador por la provincia de León y senador vitalicio.

## Biografía
Hermano del Obispo de Oviedo, Ignacio Díaz-Caneja y Sosa, sobrino de Luis de Sosa y Tovar, militar y héroe de la Guerra de la Independencia en León, y tío del que sería Alcalde de Oviedo y Diputado, Domingo Díaz-Caneja y Bulnes.  
Estudió la carrera de Derecho en Valladolid, donde obtuvo el grado de Bachiller en 1803, año en el que recibe la certificación de haber desarrollado la práctica forense con José Caballero de La Plaza en la Real Chancillería de Valladolid, requisito necesario para poder ejercer como abogado, ocupación que desempeñó hasta 1809. Ese mismo año fue elegido Diputado por León a las Cortes de Cádiz. Fue Secretario de las mismas y uno de los que firma la Constitución de 1812.  
Al regreso de Fernando VII, es detenido y juzgado, exiliándose a Portugal y, después, a Francia e Italia. En 1820, con el Trienio liberal, ocupa una plaza de Oficial de la Secretaría de Despacho de Gracia y Justicia. En 1823 asciende a Oficial Mayor de esa misma Secretaría, aunque con la restauración absolutista es removido e inhabilitado por cuatro años. Tras la muerte del rey en 1833, es nombrado primer Subsecretario del Ministerio de Gracia y Justicia en junio de 1834 y, en 1835, Ministro del Consejo Real de España e Indias.  
El 5 de abril de 1846 alcanzará el cenit de su carrera al ser nombrado ministro de Gracia y Justicia, durante el segundo mandato de Francisco Javier de Istúriz, cargo que ocupará hasta el 28 de enero siguiente. Tras su cese, ejerció de nuevo la abogacía de modo privado hasta su fallecimiento en Madrid cuatro años después, a causa de una neumonía.